# Wadsworth (Nevada)
Wadsworth é uma Região censo-designada localizada no estado americano de Nevada, no Condado de Washoe.

## Demografia
Segundo o censo americano de 2010, a sua população era de 834 habitantes.

## Geografia
De acordo com o United States Census Bureau tem uma área de
9,6 km², dos quais 9,6 km² cobertos por terra e 0,0 km² cobertos por água. Wadsworth localiza-se a aproximadamente 1268 m acima do nível do mar.

## Localidades na vizinhança
O diagrama seguinte representa as localidades num raio de 36 km ao redor de Wadsworth.